# Наваф ибн Фейсал Аль Сауд
Наваф ибн Фейсал Аль Сауд (араб. نواف بن فيصل آل سعود‎; род. 1 апреля 1978) — саудовский принц и спортивный функционер, был ранее президентом Федерации футбола Саудовской Аравии (2011—2012) и председателем Олимпийского комитета Саудовской Аравии (2011—2013).

## Биография

### Происхождение и образование
Родился 1 апреля 1978 года в семье принца Фейсала ибн Фахда Аль Сауда и его супруги, принцессы Муниры бинт Султан Аль Сауд, дочери принца Султана ибн Абдул-Азиза Аль Сауда. Принц по обоим родителям является правнуком короля Абдул-Азиза, а по отцу его дедом был король Фахд.
В 1998 году закончил Университет короля Сауда, получив степень бакалавра права в области административных наук.

### Деятельность
С 2011 по 2014 годы возглавлял Федерацию футбола Саудовской Аравии.
С 2002 по 2014 годы был членом МОК, но покинул организацию, когда ушёл в отставку с поста председателя Олимпийского комитета Саудовской Аравии, которым был с 2011 года. Помимо этого он также был министром по делам социального обеспечения молодёжи, покинув эту должность в июне 2013 года.
Принц Наваф ибн Фейсал возглавлял также несколько организаций, среди которых были Федерация арабских национальных олимпийских комитетов и Союз арабских футбольных ассоциаций. Также принц Наваф является послом международной организации «Мир и спорт», которая направлена на мир во всё мире с помощью спорта.